# Безработица в Русия
Коефициентът на заетост на руското население е доста висок от съветската епоха, когато раждаемостта намалява и броят на жените участващи в икономиката рязко нараства.
След кризата на пазара по труда във време на шоковата терапия от 90-те години, подновеният икономически растеж и спадът на икономически активното население на Русия през 90-те години намалява безработицата и увеличава заетостта.
Броят на безработните в Русия се оценява от Федерална служба за държавна статистика (Русия) чрез проучвания сред населението по специален метод. Средно в състава на руското население в трудоспособна възраст, според различни статистически оценки на Федералната служба през 2013 – 2015 г. имаше наведнъж:
- около 4 милиона души са безработни в търсене на работа (около 5% от трудоспособното население).
- от 25 до 38 милиона души – не работят официално никъде, не търсят работа и не учат (при неясна заетост около 35 – 40% от населението в трудоспособна възраст).
- около 1 милион души са официално регистрирани в центровете по заетостта.

Броят на безработните, регистрирани в центровете по заетостта е 917 хил. души, към 18 октомври 2015 г. и 991 хил. души към 22 юни 2016 г.